# Röd drake
Röd drake (originaltitel: Red Dragon) är en amerikansk thrillerfilm från 2002 i regi av Brett Ratner. Manuset, skrivet av Ted Tally, är baserat på Thomas Harris roman Röda draken från 1981.
Röd drake är den sista av de tre filmer där kannibalen Dr Hannibal Lecter spelas av Anthony Hopkins. Filmen är en "prequel" till När lammen tystnar från 1991, den utspelar sig kronologiskt före händelserna. En tidigare gjord film baserad på samma roman som Röd drake är Manhunter från 1986.

## Handling
Will Graham (Edward Norton) är en förtidspensionerad FBI-agent som efter övertalning åtar sig ett sista uppdrag, att fånga den ökände seriemördaren "tandfen". Graham tar hjälp av Dr Hannibal Lecter (Anthony Hopkins), som avtjänar sitt livstidsstraff i fängelse, för att spåra och fånga "tandfen", spelad av Ralph Fiennes.

## Rollista
| Anthony Hopkins        | – Dr Hannibal Lecter    |
| Edward Norton          | – Will Graham           |
| Ralph Fiennes          | – Francis Dolarhyde     |
| Harvey Keitel          | – Jack Crawford         |
| Emily Watson           | – Reba McClane          |
| Mary-Louise Parker     | – Molly Graham          |
| Philip Seymour Hoffman | – Freddy Lounds         |
| Anthony Heald          | – Dr. Frederick Chilton |
| Ken Leung              | – Lloyd Bowman          |
| Frankie Faison         | – Barney Matthews       |
| Tyler Patrick Jones    | – Josh Graham           |